# Lenkivți, Șepetivka
Lenkivți (în ucraineană Ленківці) este localitatea de reședință a comunei Lenkivți din raionul Șepetivka, regiunea Hmelnîțkîi, Ucraina.

## Demografie
Componența lingvistică a localității Lenkivți
     Ucraineană (98,45%)
     Rusă (1,21%)
     Alte limbi (0,17%)
Conform recensământului din 2001, majoritatea populației localității Lenkivți era vorbitoare de ucraineană (98,45%), existând în minoritate și vorbitori de rusă (1,21%).